# MFAP3
MFAP3 (англ. Microfibril associated protein 3) – білок, який кодується однойменним геном, розташованим у людей на 5-й хромосомі. Довжина поліпептидного ланцюга білка становить 362 амінокислот, а молекулярна маса — 40 165.
| 10         |  | 20         |  | 30         |  | 40         |  | 50         |
| ---------- |  | ---------- |  | ---------- |  | ---------- |  | ---------- |
| MKLHCCLFTL |  | VASIIVPAAF |  | VLEDVDFDQM |  | VSLEANRSSY |  | NASFPSSFEL |
| SASSHSDDDV |  | IIAKEGTSVS |  | IECLLTASHY |  | EDVHWHNSKG |  | QQLDGRSRGG |
| KWLVSDNFLN |  | ITNVAFDDRG |  | LYTCFVTSPI |  | RASYSVTLRV |  | IFTSGDMSVY |
| YMIVCLIAFT |  | ITLILNVTRL |  | CMMSSHLRKT |  | EKAINEFFRT |  | EGAEKLQKAF |
| EIAKRIPIIT |  | SAKTLELAKV |  | TQFKTMEFAR |  | YIEELARSVP |  | LPPLILNCRA |
| FVEEMFEAVR |  | VDDPDDLGER |  | IKERPALNAQ |  | GGIYVINPEM |  | GRSNSPGGDS |
| DDGSLNEQGQ |  | EIAVQVSVHL |  | QSETKSIDTE |  | SQGSSHFSPP |  | DDIGSAESNC |
| NYKDGAYENC |  | QL         |  |            |  |            |  |            |

A: Аланін

C: Цистеїн

D: Аспарагінова кислота

E: Глутамінова кислота

F: Фенілаланін

G: Гліцин

H: Гістидин

I: Ізолейцин

K: Лізин

L: Лейцин

M: Метіонін

N: Аспарагін

P: Пролін

Q: Глутамін

R: Аргінін

S: Серин

T: Треонін

V: Валін

W: Триптофан

Задіяний у такому біологічному процесі, як альтернативний сплайсинг. 
Локалізований у клітинній мембрані, мембрані.